# N,N′-Methylenbisacrylamid
N,N′-Methylenbisacrylamid (MBA) ist ein symmetrisches, nicht-konjugiertes bifunktionelles Vinyl-Monomer, das als Vernetzer, insbesondere für Polyacrylamid-Gele Verwendung findet.

## Herstellung
Acrylamid reagiert in wässriger Lösung mit Formaldehyd-Lösung in Gegenwart von Kupfer(I)-chlorid als Polymerisationsinhibitor und verdünnter Schwefelsäure als Katalysator in Ausbeuten von 60 bis 80 % zu N,N′-Methylenbisacrylamid.
Die Reaktion verläuft über das in alkalischem Medium fassbare N-Hydroxymethylacrylamid durch Wasserabspaltung im Sauren zu N,N′-Methylenbisacrylamid und liefert bei Einsatz von Acrylamid und Paraformaldehyd in 1,2-Dichlorethan beim Erhitzen in Gegenwart von konzentrierter Salzsäure eine klare Lösung, aus der MBA dann auskristallisiert.
In wässrig-saurem Medium reagiert auch Acrylnitril mit Formaldehyd-Lösung zu rohem N,N′-Methylenbisacrylamid aus dem durch Umkristallisieren aus Aceton/Wasser die Reinsubstanz erhalten werden kann.

## Eigenschaften
N,N′-Methylenbisacrylamid ist ein weißer und geruchloser kristalliner Feststoff, der sich wenig in kaltem Wasser löst.
| Löslichkeiten in Wasser |             |     |     |     |      |
| Temperatur              | in °C       | 10  | 25  | 50  | 90   |
| Löslichkeit             | in g/100 ml | 2,0 | 3,0 | 6,5 | 42,0 |

Bei Zugabe geringer Mengen Natronlauge löst sich die Substanz hingegen bei Raumtemperatur sehr gut in aprotisch dipolaren Lösungsmitteln, wie Dimethylformamid und N-Methylpyrrolidon.
| Löslichkeiten in organischen Lösungsmitteln |             |        |        |            |        |         |             |          |          |
| Lösungsmittel                               | bei 30 °C   | Aceton | Benzol | Chloroform | Dioxan | Ethanol | Ethylacetat | Methanol | n-Heptan |
| Löslichkeit                                 | in g/100 ml | 1,0    | < 1,0  | 0,3        | 1,1    | 5,4     | 0,4         | 8,2      | < 0,02   |

Die Zersetzung von MBA bei hohen Temperaturen erzeugt Wasser, Kohlendioxid und Stickstoff, aber kein Acrylamid.

## Anwendungen
Unter basischen Bedingungen reagiert MBA mit Formaldehyd am Amid-Stickstoff unter Bildung eines Gemisches von MBA und der N-Methylolverbindung N-Hydroxymethyl,N,N′-Methylenbisacrylamid.
Nukleophile, wie z. B. Alkohole, Amine oder Thiole werden an die aktivierten Vinylgruppen von N,N′-Methylenbisacrylamid addiert, wobei Mischungen aus Mono- und Disubstitutionsprodukten entstehen.
Als elektronenarmes Dienophil bildet das bifunktionelle MBA mit elektronenreichen Dienen, wie z. B. Cyclopentadien, in einer Diels-Alder-Reaktion das entsprechende Bis-Norbornen-Addukt.
Das symmetrische nicht-konjugierte Divinyl-Monomer N,N′-Methylenbisacrylamid kann mit geeigneten Initiatoren in einer Cyclopolymerisation zu linearen, löslichen Polymeren umgesetzt werden, deren Rückgrat aus fünf- und siebengliedrigen Ringen aufgebaut sein soll.
Mit Acryl- und Vinyl-Monomeren wie Acrylnitril, Acrylamid, substituierten Acrylamiden, wie z. B. N-Isopropylacrylamid, Acrylsäure und Acrylate, sowie Derivaten dieser Verbindungen (z. B. Methacrylate) kann N,N′-Methylenbisacrylamid in Lösung, in Emulsion oder in Suspension radikalisch mit Peroxiden, wie z. B. Benzoylperoxid Azoverbindungen z. B. AIBN oder UV-Licht oder auch durch Redoxinitiation, z. B. mit Ammoniumperoxodisulfat (APS)/Tetramethylethylendiamin (TMEDA) unter Bildung hochvernetzter Gele copolymerisiert werden.
Die Eigenschaften des mit MBA vernetzten Gels werden von der molaren Masse des zugrunde liegenden Polymers, der Polymerkonzentration und der MBA-Konzentration, d. h. von der Vernetzungsdichte bestimmt.
Die gezielte Gelbildung durch Vernetzung mit N,N′-Methylenbisacrylamid verleiht (wasser)löslichen Polymeren äußerst nützliche technische Eigenschaften, die sich in einer Vielzahl von Anwendungen manifestieren, wie z. B. in Klebstoffen, Verdickern, Lacken und Beschichtungen und Superabsorbern.
Da Methylenbisacrylamid zwei Doppelbindungen zwischen Kohlenstoffatomen enthält, wird es als Quervernetzer bei der radikalischen Polymerisation von wässrigen Acrylamidlösungen eingesetzt. In der Biochemie wird es für Chromatographiegele und Polyacrylamid-Gelelektrophoresen verwendet, z. B. bei der SDS-PAGE, bei der BAC-PAGE, bei der CTAB-PAGE und in DNA-Sequenziergelen.